# نور عبد المجيد
نور عبد المجيد روائية صحفية وشاعرة سعودية مصرية، ولدت بمصر لأبوين سعوديين، تتناول أعمالها التقاليد والمجتمعات والمرأة العربية، كانت مسؤولة عن التنقيح في مجلة «مدى السعودية» لمدة عامين، وعملت مساعد رئيس تحرير مجلة روتانا لمدة عام واحد.
حصلت على الليسانس الآداب من جامعة أم القرى، وعلى دبلوم في التربية وعلم النفس من جامعة عين شمس في القاهرة، كتبت زاوية ثابتة في مجلة كل الناس، كتب الشاعر الكبير فاروق جويدة مقدمة لديوانها «وعادت سندريلا حافية القدمين». ثم تبع ظهور الديوان إصدار روايتها الأولى «الحرمان الكبير» التي حققت نجاحًا كبيرًا، وخرجت روايتها الثانية «نساء ولكن» بعد عام، ومن ثم رواية «رغم الفراق» ورواية «أريد رجلًا» التي حولت لمسلسل، بالإضافة إلى روايات أحلام ممنوعة، وأنا شهيرة، وأنا الخائن، وصولو.

## أعمالها
- «أنا شهيرة: الحكاية الأولى»، الدار المصرية اللبنانية، 2012، عدد الصفحات:535.[6]
- «لاسكالا»، دار سما للنشر والتوزيع، 2016، عدد الصفحات:244.[7]
- «أحلام ممنوعة»، مكتبة الدار العربية للكتاب، 2014، عدد الصفحات:349.[8]
- «رغم الفراق»، الدار المصرية اللبنانية، 2010، عدد الصفحات:360.[9]
- «الحرمان الكبيـر»، الدار المصرية اللبنانية، 2014، عدد الصفحات:344.[10]
- «أريد رجلًا»، دار الساقي، 2011، عدد الصفحات:272.[11]
- «أنا الخائن»، الدار المصرية اللبنانية، 2013، عدد الصفحات:480.[12]
- «أنا الخائن "الحكاية الثانية"»، الدار المصرية اللبنانية، 2017، عدد الصفحات:480.[13]
- «وعادت سندريلا حافية القدمين»، 2006.[14]
- «صولو»، الدار المصرية اللبنانية، 2021، عدد الصفحات:515.[15]
- «أنت مني»، الدار المصرية اللبنانية، 2019، عدد الصفحات:466.[16]
- «نساء .. ولكن!»، الدار المصرية اللبنانية، 2017، عدد الصفحات:512.[17]
- «ذكريات محرمة»، الدار المصرية اللبنانية، 2017، عدد الصفحات:454.[18]
- «انين الدمي» ، الدار المصرية اللبنانية، 2021، عدد الصفحات:407[19]
- «كان» ، الدار المصرية اللبنانية، 2022، عدد الصفحات:557[20]

### أعمال حولت إلى مسلسلات
- أنا شهيرة أنا الخائن، مسلسل مصري من إخراج أحمد مدحت وكريم العدل.[21]
- أريد رجلًا، مسلسل مصري مكون من جزأين من إخراج: محمد مصطفى.[22][23]